# Sotosalbos
Sotosalbos és un municipi de la província de Segòvia, a la comunitat autònoma de Castella i Lleó.

## Demografia
| 1991 | 1996 | 2001 | 2004 | 2007 | 2008 | 2010 | 2012 | 2014 | 2016 | 2018 | 2020 |
| ---- | ---- | ---- | ---- | ---- | ---- | ---- | ---- | ---- | ---- | ---- | ---- |
| 94   | 114  | 125  | 119  | 103  | 114  | 131  | 136  | 132  | 115  | 113  | 118  |

## Monuments

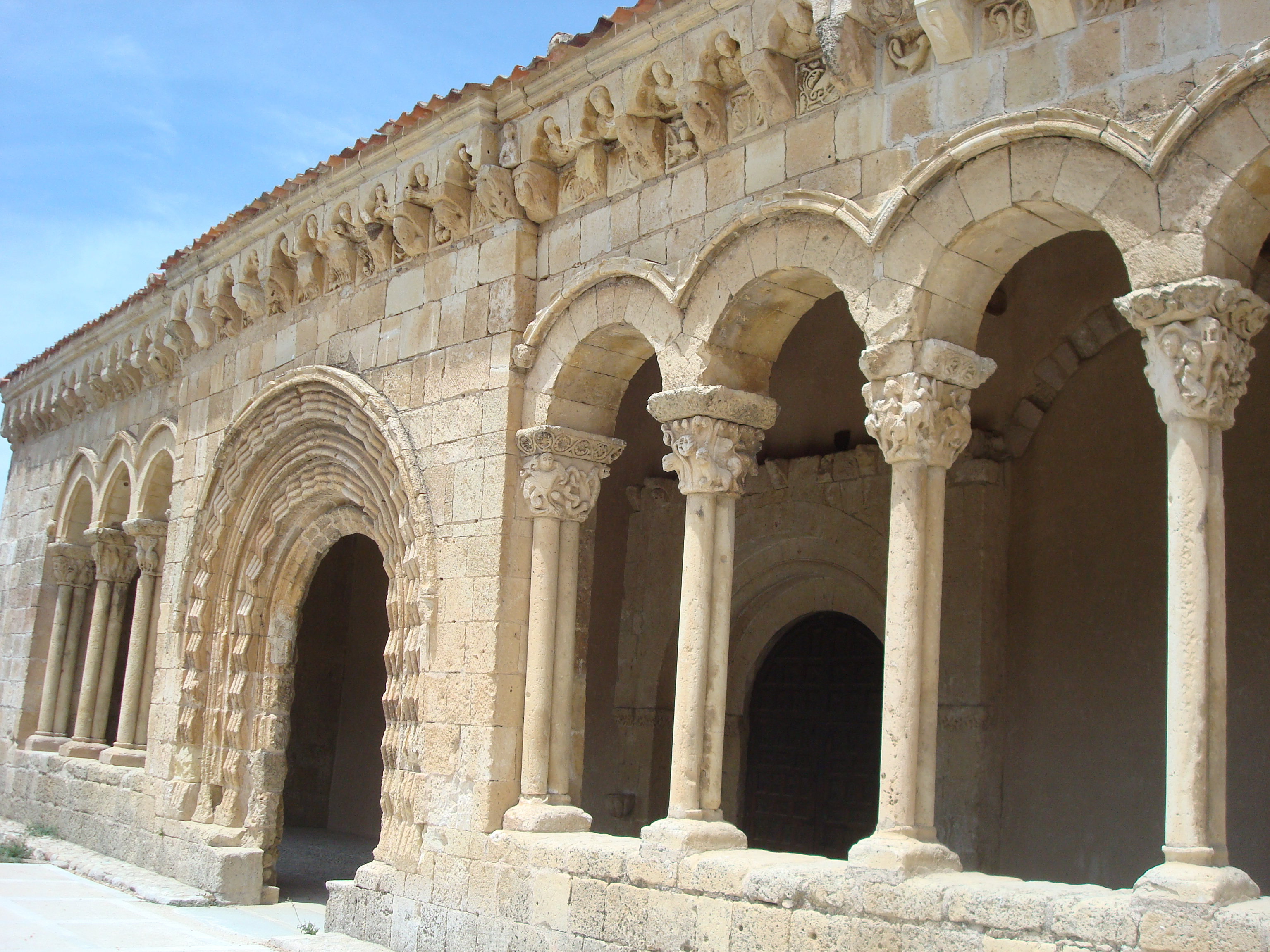

A la població de Sotosalbos es troba l'esglèsia de Sant Miquel, declarada l'any 1973 un monument historicoartístic de caràcter nacional, categoria precursora de l'actual Bé d'Interés Cultural. L'esglèsia és una construcció del segle XII. Presenta una estructura simple, d'acord amb els cànons romànics, però hi destaquen els profusos relleus decoratius.